# Anthony Rowley

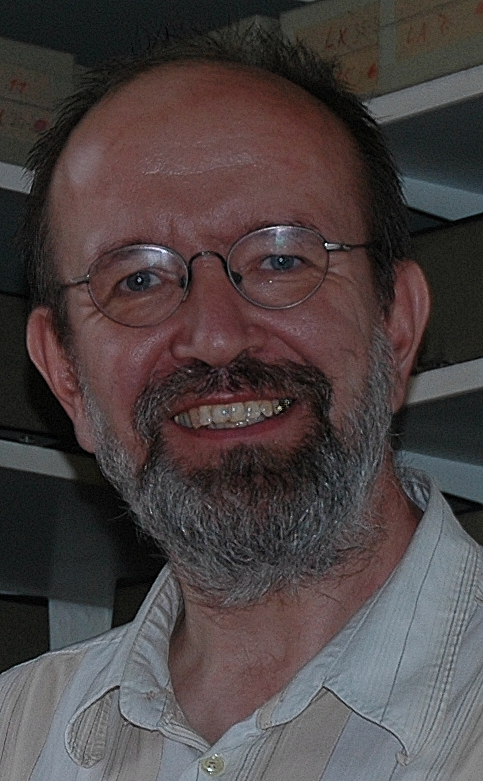
Anthony Rowley (2010)

Anthony Rowley (* 22. Juli 1953 in Skipton, Yorkshire) ist ein aus Großbritannien stammender Sprachwissenschaftler, der als Dialektologe und Lexikograph die bairischen Dialekte erforscht. 1988–2019 war er Leiter der Redaktion des Bayerischen Wörterbuchs, seither ist er Projektleiter und Ausschussvorsitzender.

## Leben und Wirken
Nach dem Abitur in Skipton 1971 studierte Rowley an der Universität Reading in Großbritannien. Zwischen 1975 und 1977 war er Stipendiat des DAAD für ein Studium der Germanistik an der Universität Regensburg. Im Jahr 1975 erhielt er den Grad B.A. von der Universität Reading verliehen. 1981 folgte an der Universität Bayreuth bei Robert Hinderling die Promotion zum Dr. phil. mit einer Arbeit über die bairische Mundart im trentinischen Fersental. Im Jahr 1987 habilitierte er sich mit einer Arbeit zur Morphologie der Mundarten Nordostbayerns.
Rowley war von 1988 bis 2019 Leiter der Redaktion des auf zehn Bände veranschlagten Bayerischen Wörterbuchs (BWB), das von der Kommission für Mundartforschung an der Bayerischen Akademie der Wissenschaften herausgegeben wird. Dass ausgerechnet ein Engländer BWB-Chef wurde, kommentiert Rowley gerne mit dem Bonmot: „Vielleicht hat sich die Jury gedacht: Hauptsach’, es is koa Preiß!“ Als Dienststellenleiter der Kommission für Mundartforschung war er für die Arbeitsstelle Ostfränkisches Wörterbuch zuständig (heute Fränkisches Wörterbuch).
Von 1989 bis 2013 lehrte Rowley überdies als außerplanmäßiger Professor für Germanistik an der Ludwig-Maximilians-Universität München.

## Medienauftritte
Rowley ist wochentags in der vom Bayerischen Rundfunk produzierten Sendung Wir in Bayern zu sehen, für die er die Bedeutung eines von einem Zuschauer zum Rätsel gestellten bayerischen Wortes erklärt.

## Schriften
- Morphologische Systeme der nordostbayerischen Mundarten in ihrer sprachgeographischen Verflechtung. Steiner, Stuttgart 1997 (= Zeitschrift für Dialektologie und Linguistik, Beiheft 93), ISBN 3-515-06700-0.
- Fersentaler Wörterbuch Wörterverzeichnis der deutschen Sprachinselmundart des Fersentals in der Provinz Trient/Oberitalien – Vocabolario del dialetto tedesco della Valle del Fersina nel Triento. Buske, Hamburg 1982 (= Bayreuther Beiträge zur Sprachwissenschaft, Dialektologie, 2), ISBN 3-87118-593-0.
- Liacht as de sproch. Grammatica della lingua mòchena / Grammatik des Deutsch-Fersentalerischen. Hrsg. vom Istituto Culturale Mòcheno-Cimbro / Kulturinstitut für das Fersental und Lusern / Kulturinstitut Bersntol-Lusérn. Palù del Fèrsina (Trento) 2003, ISBN  88-900656-1-3 (Digitalisat: PDF).
- Boarisch. Boirisch. Bairisch. Eine Sprachgeschichte. Pustet, Regensburg 2023, ISBN 978-3-7917-3437-8.
- Zahlreiche Wortartikel im Bayerischen Wörterbuch, Bd. 1 ff., München, Oldenbourg Wissenschaftsverlag, 2002 (1. Lieferung 1993).

## Auszeichnungen
- 2022: Bayerischer Verdienstorden[5]